# Le Marché des amants
Le Marché des amants est un roman de Christine Angot paru aux Éditions du Seuil en 2008.

## Résumé
Le Marché des amants revient sur la rencontre et la liaison de deux êtres séparés par ce que le texte appelle « les frontières de l'amour ». À Paris, Christine, une femme blanche, un écrivain évoluant dans un milieu stigmatisé « rive gauche », rencontre un métis, Bruno, il est chanteur. L'histoire explore dès lors, dans une écriture minutieuse, presque « blanche », les problématiques inhérentes à ce couple a priori improbable. Questionnement de l'origine, de la culture et du comportement de chacun dans l'amour, Le Marché des amants met en exergue la rencontre entre deux mondes que tout semblait opposer, si ce n'est l'universalité des sentiments.

## Commentaires
- L'ouvrage s'est vendu à 18 000 exemplaires[1].
- Bruno est le vrai prénom du chanteur Doc Gynéco.
- En 2008, à la suite de la publication du Marché des amants, Christine Angot se voit obligée de dédommager, après accord, à hauteur de 10 000 euros, Élise Bidoit. Celle-ci, ex-épouse de Charly Clovis, compagnon de Christine Angot, a reconnu une partie de sa situation personnelle transcrite dans l'œuvre[2].

## Éditions
- Le Marché des amants, Éditions du Seuil, 2008 - rééd. coll. « Points ».